# Juillet 1968
Cette page présente les faits marquants du mois de juillet 1968.

## Événements
- France : premières restrictions de l'émigration vers la France.

- 1er juillet : 
  - Signature du Traité de non-prolifération des armes nucléaires[1] par les États-Unis, la Grande-Bretagne et l'URSS à Washington, Londres et Moscou.
  - Achèvement de l'union douanière dans les États-membres de la CEE.

- 1er juillet - 17 juillet : quatrième session du Conseil national palestinien, réuni au Caire. Elle durcit les termes de la charte de 1964. Priorité est donnée à la lutte armée révolutionnaire pour la libération de la Palestine[2]. Le sionisme est un mouvement « fanatique et raciste ». Ses buts sont expansionnistes et coloniaux. Ses méthodes sont « fascistes et nazies ».
  - Les organisations de résistance entrent dans l'OLP et s'emparent de la majorité au CNP.

- 7 juillet (Formule 1) : victoire du belge Jacky Ickx sur une Ferrari au Grand Prix automobile de France.

- 10 juillet :
  - France :  Maurice Couve de Murville, nouveau Premier ministre, en remplacement de Georges Pompidou forme un nouveau gouvernement. Edgar Faure est nommé ministre de l’éducation nationale.
  - France : Arrestation d’Alain Krivine.

- 11 juillet, France : conformément à la Constitution la nouvelle Assemblée se réunit pour une durée de quinze jours : Jacques Chaban-Delmas est réélu au fauteuil présidentiel. Incidents entre l’UDR et les républicains indépendants : Valéry Giscard d'Estaing est écarté de la présidence de la commission des Finances.

- 12 juillet, France : fin de la grève des journalistes de l’ORTF.

- 13 au 16 juillet, France : incidents au Quartier latin et à la Bastille entre manifestants et policiers.

- 15 au 31 juillet, France : incidents au Festival d'Avignon.

- 17 juillet :
  - Une coalition de militaires et de ba'thistes s'empare du pouvoir en Irak et renverse Abdul Rahman Arif.
  - France : dans sa déclaration de politique générale qu’il fait devant le parlement, Couve de Murville se donne dix-huit mois pour rétablir l’équilibre de l’économie française et précise « les grandes réformes » qui seront engagées avant la fin de l’année.
  - Première du dessin animé Yellow Submarine, à Londres.

- 20 juillet : 
  - création des Jeux olympiques spéciaux, destinés aux déficients intellectuels âgés de huit à quatre-vingt ans.
  - Formule 1 : Grand Prix de Grande-Bretagne.

- 22 juillet : incendie de la cathédrale de Saint-Boniface au Manitoba.

- 24 juillet, France : loi d’amnistie pour les faits relatifs à l’Algérie.

- 25 juillet : encyclique Humanae vitae[3].

- 29 juillet : entrevue soviéto-tchécoslovaque, à la frontière.

- 30 juillet : après le renversement du général Aref, le Parti Baas, majoritaire, reprend le pouvoir en Irak. Ahmad Hasan al-Bakr devient Président et commandant en chef de l'armée. Les ba'thistes sont essentiellement sunnites et les dirigeants (Saddam Hussein, Hassan al-Bakr) sont tous originaires de Tikrit. Ils instaurent un régime de terreur pour renforcer l'État et mettre fin à la faiblesse politique du régime. L'opposition est éliminée (pronassériens, communistes). Les militaires dominent le parti et s'emparent des postes clés, sous la direction de Saddam Hussein.

## Naissances en juillet 1968
- 5 juillet : 
  - Ken Akamatsu, Mangaka.
  - Susan Wojcicki, chef d'entreprise américaine († 10 août 2024).
- 8 juillet :
  - Elizabeth Hinostroza, médecin et femme politique péruvienne.
  - Michael Weatherly, acteur américain.
- 9 juillet :
  - Paolo Di Canio, footballeur italien.
  - Rafael de la Viña (Rafael Jiménez de Mingo ), matador espagnol.
  - Brian Masse, homme politique fédéral canadien.
- 21 juillet : Mattias Guyomar, juge français.
- 27 juillet : Julian McMahon, acteur et mannequin australien († 2 juillet 2025).

## Décès en juillet 1968
- 1er juillet : Fritz Bauer, juge et procureur allemand, connu pour avoir traqué les hauts responsables du régime nazi (° 16 juillet 1903).
- 5 juillet : Enrique Pla y Deniel, cardinal espagnol, archevêque de Tolède (° 19 décembre 1876).
- 12 juillet : Francesco Morano, cardinal italien (° 8 juin 1872).
- 28 juillet : Otto Hahn, chimiste allemand, Prix Nobel de chimie 1944 pour sa découverte de la fission nucléaire de l'uranium, la base scientifique et technologique de l'énergie nucléaire (° 8 mars 1879).